# 쓰키야마도노

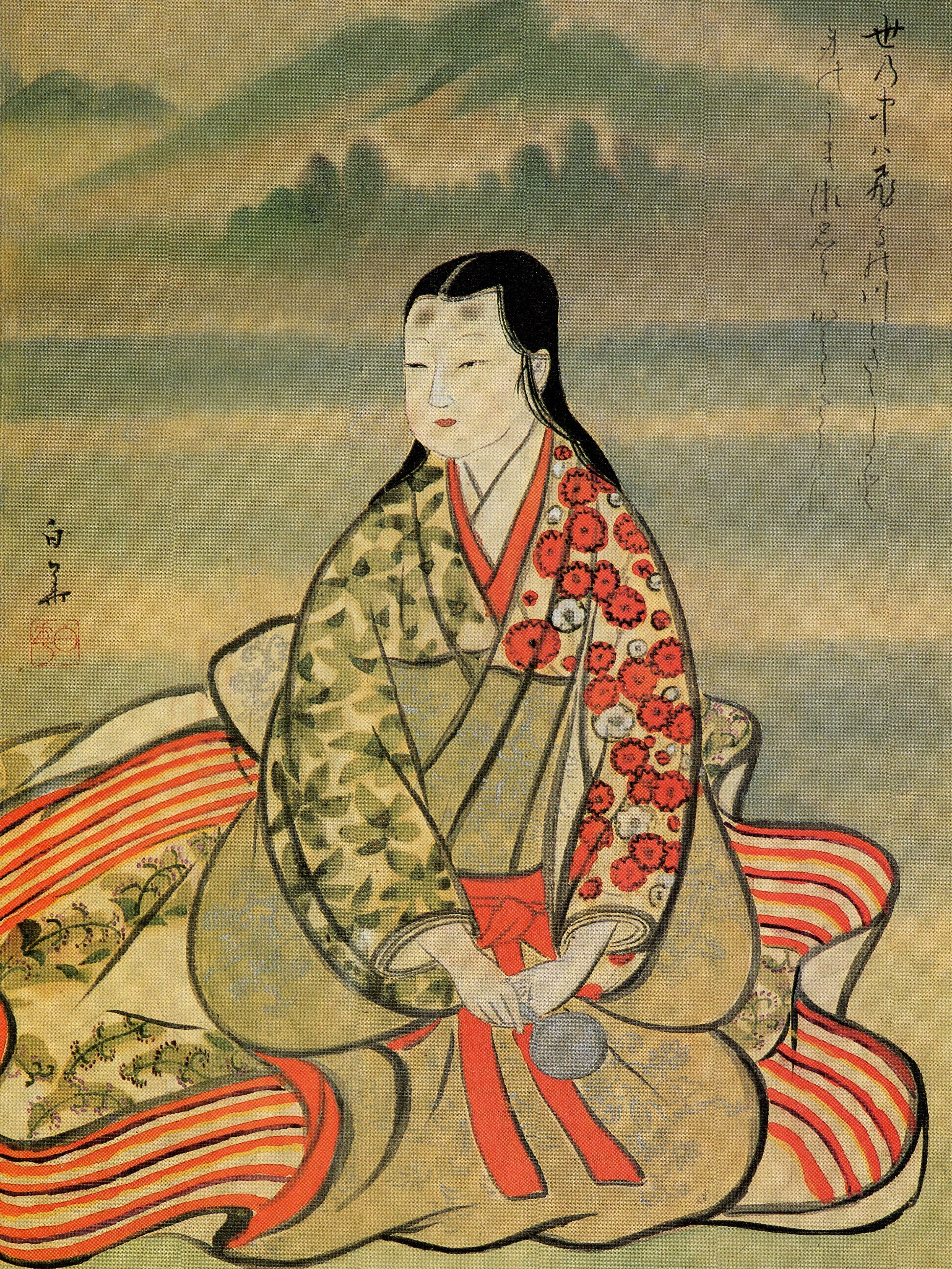
쓰키야마도노

쓰키야마도노(일본어: 築山殿, 1542년(덴분11년)? ~ 1579년 9월 19일(덴쇼 7년 8월 29일))은 도쿠가와 바쿠후의 초대 쇼군 도쿠가와 이에야스(德川家康)의 정실 부인이다. 쓰루히메(鶴姫) 또는 쓰키야마 고젠(築山御前)이라고도 불린다. 스루가국을 다스렸던 이마가와 가문(今川家)의 중신 세키구치 지카나가(関口親永)의 딸이며 어머니는 이마가와 요시모토(今川義元)의 여동생이다. 나중에는 도쿠가와 가문의 거성 하마마쓰성(岡崎城) 외곽의 쓰키야마(築山) 지역에 기거하게 되면서 그 이름을 따 '쓰키야마도노'라고 불리게 되었다.

## 결혼
1557년, 이마가와 가문의 인질이었던 도쿠가와 이에야스(徳川家康, 당시는 마쓰다이라 모토노부(松平元信))와 결혼하였다. 1559년 적자인 마쓰다이라 노부야스(松平信康)를, 1560년에는 장녀이자 후일 오쿠다이라 노부마사(奥平信昌)의 정실이 되는 가메히메(亀姫)를 낳았다.

## 전환기와 유폐
1560년(에이로쿠 3년) 5월 19일, 쓰키야마도노의 외숙부인 이마가와 요시모토가 오케하자마 전투(桶狭間の戦い)에서 오다 노부나가(織田信長)에게 크게 패하고 목숨마저 잃으면서 이마가와 가문 내부가 혼란스러운 틈을 타 도쿠가와 이에야스는 쓰키야마도노와 두 자녀를 이마가와 가문에 남긴 채 본래의 거성인 오카자키성으로 되돌아갔다.1562년 3월 세키구치 치카나가는 이에야스(모토야스에서 개명)가 노부나가 측에 붙은 비난을 받아 이마가와 우지자네(今川氏真)가 분노하였고, 결국 정실과 함께 자해한다.
쓰키야마도노는 이마가와 요시모토의 여동생의 남편 카미노고 성(上ノ郷城)의 성주 우도노 나가테루(鵜殿長照)에게서 유아 두 명과 오다이노 가타(於大の方)의 2남 겐자부로(源三郎; 후의 마쓰다이라 야스모토(松平康元))와의 인질 교환에 의해, 슨푸 성(駿府城)에서 아이들과 이에야스의 본거지인 오카자키에서 이동했다. 하지만, 오다이노 가타의 명령에 의해 오카자키 성에 들어가는 것은 허락되지 않고, 오카자키 성의 바깥에 있는 절에서 유폐 생활을 하게 되었다.
1567년, 노부야스와 오다 노부나가(織田信長)의 장녀 도쿠히메(徳姫)가 결혼하지만 쓰키야마도노는 여전히 성 안에서는 살 수 없는 채였다.

## 대립
1570년 4월 하순, 드디어 쓰키야마도노는 오카자키 성으로 들어왔다. 도쿠히메는 1576년,1577년에 두 딸을 낳았다. 하지만 도쿠히메가 노부야스의 아들을 낳지 못하여 걱정하던 쓰키야마도노는 전 다케다가의 가신으로 나중에 도쿠가와가의 가신이 된 아사하라 마사토키(浅原昌時)의 딸을 노부야스의 측실로 삼았다.
1579년, 도쿠히메는 쓰키야마도노가 노부야스에게 자신을 헐뜯은 한 것과, 역시 그녀가 다케다 집안의 첩자와 내통하여 외숙부인 이마가와의 패배를 설욕하려고 꿈꾼 사실을 편지로 아버지인 노부나가에게 전했다고 한다.(도쿠히메가 편지에서 주장하고 있으나 그러한 정황이 확실하게 드러난 것은 아니다.) 또한 도쿠히메는 남편인 노부야스가 황음(荒淫)한 행동을 일삼고 도쿠히메가 거느리던 시녀의 입을 찢어 죽였다고 주장했다.
이것에 의해 노부나가는 이에야스에게 쓰키야마도노와 노부야스의 처형을 명령했다. 이에야스는 노나카 시게마사(野中重政)를 시켜, 쓰키야마도노는 고야부 촌(小藪村)에서 8월 29일 살해되었다. 노부야스는 9월 15일에 후타마타 성(二俣城)에서 할복했다.
또한 오쿠보 다다노리(大久保忠教)의 자서전인 '미카와 이야기(三河物語)'에서는 노부야스의 정실이 아버지 오다 노부나가에게 남편의 만행을 전해, 노부나가는 그것을 구실로 노부야스의 살해를 명했다고 기록되어 있지만, 쓰키야마도노에 관해서는 아무것도 기록되어 있지 않다.
최근에는 쓰키야마도노와 노부야스를 처단한 것은 노부나가의 의사가 아니라 도쿠가와가 자신의 사정에 의해서였다는 설도 나오고 있다. 또한 쓰키야마도노는 남편인 이에야스가 이마가와 가문을 배반하는 바람에 친정아버지가 자결했다고 생각하여 남편과 사이가 좋지 않았다는 설이 일반적으로 받아들여진다.